# Уоллингтон, Джеймс
Джеймс Ро́берт Уо́ллингтон мла́дший (англ. James Robert Wallington Jr.; 28 июля 1944, Филадельфия — 19 апреля 1988) — американский боксёр полусредней весовой категории, выступал за сборную США в конце 1960-х годов. Бронзовый призёр летних Олимпийских игр в Мехико, чемпион Панамериканских игр, участник многих международных турниров и национальных первенств.

## Биография
Джеймс Уоллингтон родился 28 июля 1944 года в Филадельфии, штат Пенсильвания. Активно заниматься боксом начал в раннем детстве, затем продолжил подготовку во время службы в армии. Первого серьёзного успеха на ринге добился в 1966 году, когда в полусреднем весе стал чемпионом США среди любителей и выиграл национальный турнир «Золотые перчатки». Год спустя повторил эти достижения, кроме того, завоевал золотую медаль на Панамериканских играх в Виннипеге. Благодаря череде удачных выступлений удостоился права защищать честь страны на летних Олимпийских играх 1968 года в Мехико — дошёл здесь до стадии полуфиналов, после чего со счётом 1:4 проиграл кубинцу Энрике Регуэйферосу.
Получив бронзовую олимпийскую медаль, Уоллингтон вскоре принял решение завершить карьеру спортсмена, уступив место в сборной молодым американским боксёрам. В отличие от большинства своих соотечественников, он не стал переходить в профессионалы, ограничившись выступлениями на любительском уровне. Всего в его послужном списке 82 боя, из них лишь три кончились для него поражением.
Умер 19 апреля 1988 года в возрасте 43 лет.